# Cantone di Aigueperse
Il Cantone di Aigueperse è una divisione amministrativa dell'arrondissement di Riom e dell'arrondissement di Clermont-Ferrand.
A seguito della riforma approvata con decreto del 21 febbraio 2014, che ha avuto attuazione dopo le elezioni dipartimentali del 2015, è passato da 12 a 24 comuni.

## Composizione
I 12 comuni facenti parte prima della riforma del 2014 erano:
- Aigueperse
- Artonne
- Aubiat
- Bussières-et-Pruns
- Chaptuzat
- Effiat
- Montpensier
- Saint-Agoulin
- Saint-Genès-du-Retz
- Sardon
- Thuret
- Vensat

Dal 2015 i comuni appartenenti al cantone sono i seguenti 24:
- Aigueperse
- Artonne
- Aubiat
- Bussières-et-Pruns
- Chappes
- Chaptuzat
- Chavaroux
- Clerlande
- Effiat
- Ennezat
- Entraigues
- Lussat
- Les Martres-d'Artière
- Martres-sur-Morge
- Montpensier
- Saint-Agoulin
- Saint-Genès-du-Retz
- Saint-Ignat
- Saint-Laure
- Sardon
- Surat
- Thuret
- Varennes-sur-Morge
- Vensat